# 08/15
08/15 – cykl książek autorstwa niemieckiego pisarza Hansa Hellmuta Kirsta. Jak wskazuje prof. Karol Czejarek, tłumacz wielu książek Kirsta, nie jest do końca jasne pochodzenie tytułu powieści. Może być to numer karabinu, który Kirst używał jako żołnierz, albo też jednostki wojskowej, w której służył. Może też być numerem całkowicie przypadkowym. Mimo to powiedzenie „08/15” na stałe weszło do obiegowego współczesnego słownictwa niemieckiego.
Cykl składa się z pięciu powieści:
- „08/15 w partii”
- „08/15 w koszarach”
- „08/15 na wojnie”
- „08/15 walczy do końca”
- „08/15 dzisiaj”

## 08/15 w partii
08/15 w partii (niem. 08/15 in der Partei) – pierwsze wydanie zostało opublikowane w 1978 roku. Pierwsze polskie wydanie ukazało się jesienią 1991 roku nakładem wydawnictwa Interart, a drugie w lutym roku 2011.
Akcja książki rozgrywa się w umiejscowionym we wschodnich Prusach, fikcyjnym miasteczku Gilgenrode. Na przykładzie siedmiotysięcznej prowincjonalnej społeczności Kirst pokazuje obraz niemieckiego społeczeństwa z początku lat 30. Czasy „nowych Niemiec” naznaczone są aktywnością organizacji satelickich wobec NSDAP. Należą do nich Grupy Szturmowe SA, Hitlerjugend, Związek Dziewcząt Niemieckich BDM. „Nowoniemieckie” myślenie kształtują cytaty z biblii nazistów Mein Kampf oraz opinie publikowane w Völkischer Beobachter.
Liczne organizacje, grupy społeczne i światopoglądy reprezentowane są w książce przez całą plejadę postaci. Richard Breitbach, nacjonalista ojciec dwu synów, Johannesa i Konrada, jest przeciwnikiem NSDAP. Johannes, mimo pisywania do lokalnej gazety, zachowuje wobec rozgrywających się w Gilgenrode zmian, postawę bierną. Konrad Breitbach, wstępuje z dość niejasnych pobudek do partii i poprzez gruntowna znajomość Mein Kampf szybko pnie się po drabinach kariery NSDAP i SA. Heinrich Sonnenblum, jest szefem miejscowej organizacji partyjnej i jedynym dentystą w Gilgenrode. Jest karierowiczem, który wstępuje w szeregi „nowych” Niemców wyłącznie z pobudek egoistycznych. Hermann Keller jest jego towarzyszem partyjnym. Pełni funkcję Sturmführera, jest jednak raczej uosobieniem zwierzęcych instynktów – lubieżny i agresywny, skory do awantur. Podobnie jak własny przełożony próbuje wykorzystywać swoją pozycję do zaspokajania swoich potrzeb. Braki w inteligencji nadrabia bezczelnością i brutalnością. Scharführer Schultze jest fanatycznym ideowcem NSDAP kompensującym sobie w ten sposób niepowodzenia na płaszczyźnie małżeńskiej. Pośrednio rozgrywa się to z winy restauratora Kimmingera, łączącego dbałość o swoje przedsięwzięcia z podbojami erotycznymi. Konkurując z właścicielem hotelu Gernothem, usłużnie kolaboruje z NSDAP. Pastor Bachus jest zalęknionym i zdezorientowanym urzędnikiem kościelnym próbującym zorientować się, jakiej roli oczekuje od niego partia i hierarchowie kościelni. Żyd Sass jest pogodzony z degradacją jego osoby przez nowe władze, nie rezygnuje jednak z dalszego finansowania sierocińca, schroniska dla zwierząt, lokalnego klubu sportowego, domu starców, szpitala, a nawet lokalnej organizacji NSDAP. Panna Fischer rozgrywa niejasną grę, w której stawką są jej uczucia i możliwość wyjścia za mąż za najbardziej wpływowego człowieka Gilgenrode. Natomiast znany w całym mieście pijak Spahn początkowo jako jedyny zdaje się być nie uwikłany w zobowiązania i rozgrywki ekonomiczno-polityczne.
Śmierć Kellera nie jest pierwszą śmiercią opisaną w fabule 08/15 w partii. Staje się jednak dla miejscowego oficera policji Kerstena najpoważniejszą sprawą do wyjaśnienia. Poprzez gęstą sieć zależności i pretensji, sprawa nie jest łatwa do rozwikłania. Na pomoc Kerstenowi z Konigsbergu przyjeżdża inspektor Tantau.